# Cicciano
Cicciano község (comune) Olaszország Campania régiójában, Nápoly megyében.

## Fekvése
Nápolytól 30 km-re északkeletre, az Appenninek lábánál fekszik. Határai: Camposano, Comiziano, Nola, Roccarainola és Tufino.

## Története
Története a rómaiak idejére vezethető vissza (ezt számos régészeti lelet támasztja alá), amikor veterán katonák között osztották fel ezt a vidéket. A település első írásos említése 703-ból származik. Egy 1272-es feljegyzés szerint Cicciano biztosította Nápoly számára az építkezésekhez szükséges faanyagot. 1292-ben telepedtek meg Ciccianóban a johanniták, akiket 1528-ban Filiberto di Chalon nápolyi alkirály elűzött. Ezek után Cicciano a Nápolyi Királyság birtoka lett. Önálló községgé a 19. század elején vált, amikor a Nápolyi Királyságban felszámolták a feudalizmust.

## Népessége
A népesség számának alakulása:

## Főbb látnivalói
- I Quartieri – a 14. században a johanniták által épített erődítmény
- Palazzo della Commenda – a 15. században épült a johanniták számára
- Taverna a La Morata – Cicciano legrégebbi kocsmája, szintén a johanniták építették
- San Pietro-templom – a johanniták egykori temploma, az erődítménnyel egyidőben épült fel

## Testvérvárosa
- Nadur (Málta)